# Kopsia angustipetala
Kopsia angustipetala är en oleanderväxtart som beskrevs av Kerr. Kopsia angustipetala ingår i släktet Kopsia och familjen oleanderväxter. Inga underarter finns listade i Catalogue of Life.